# Iglica (roślina)
Iglica (Erodium L'Hér.) – rodzaj roślin należący do rodziny bodziszkowatych. Obejmuje co najmniej 119 gatunków. Rośliny te występują na ogół w miejscach piaszczystych i skalistych. Największe ich zróżnicowanie jest w Europie południowej, występują poza tym też na innych kontynentach. Niektóre gatunki uprawiane są jako ozdobne. W Polsce rozpowszechniona jest w stanie dzikim iglica pospolita.

## Rozmieszczenie geograficzne
W Europie, zwłaszcza południowej rosną co najmniej 34 gatunki. Pozostałe występują w Azji, Australii i w Ameryce Południowej.
W Polsce zadomowionym dawnym przybyszem (archeofitem) jest iglica pospolita Erodium cicutarium. Poza tym przejściowo dziczeją następujące efemerofity:
- Erodium botrys (Cav.) Bertol. – iglica groniasta
- Erodium laciniatum (Cav.) Willd. – iglica strzępolistna
- Erodium malacoides (L.) L'Hér. – iglica ślimakowata
- Erodium moschatum (L.) L'Hér. – iglica piżmowa
- Erodium stephanianum Willd. – iglica Stephana

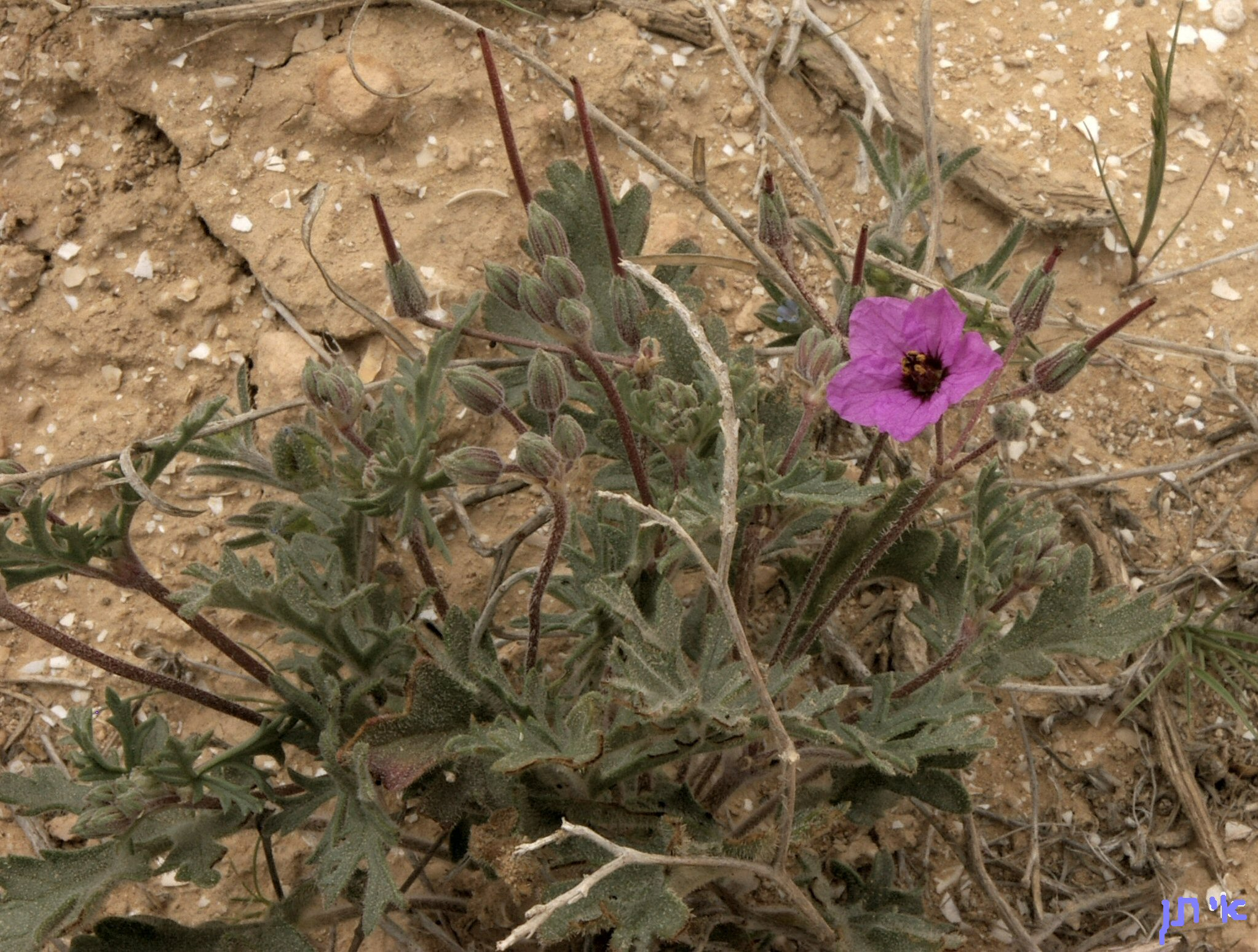
Erodium crassifolium

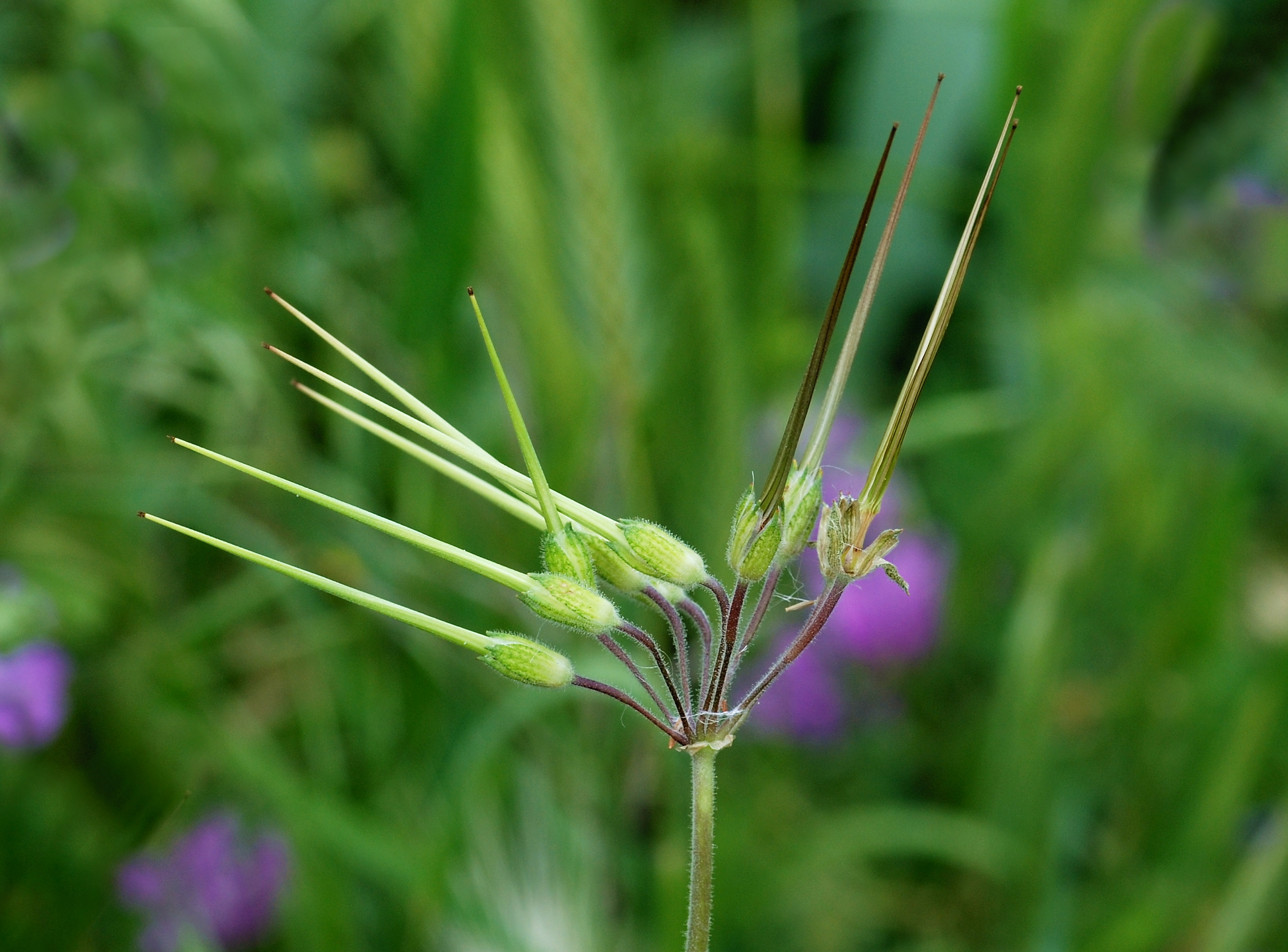
Rozłupnie Erodium malacoides

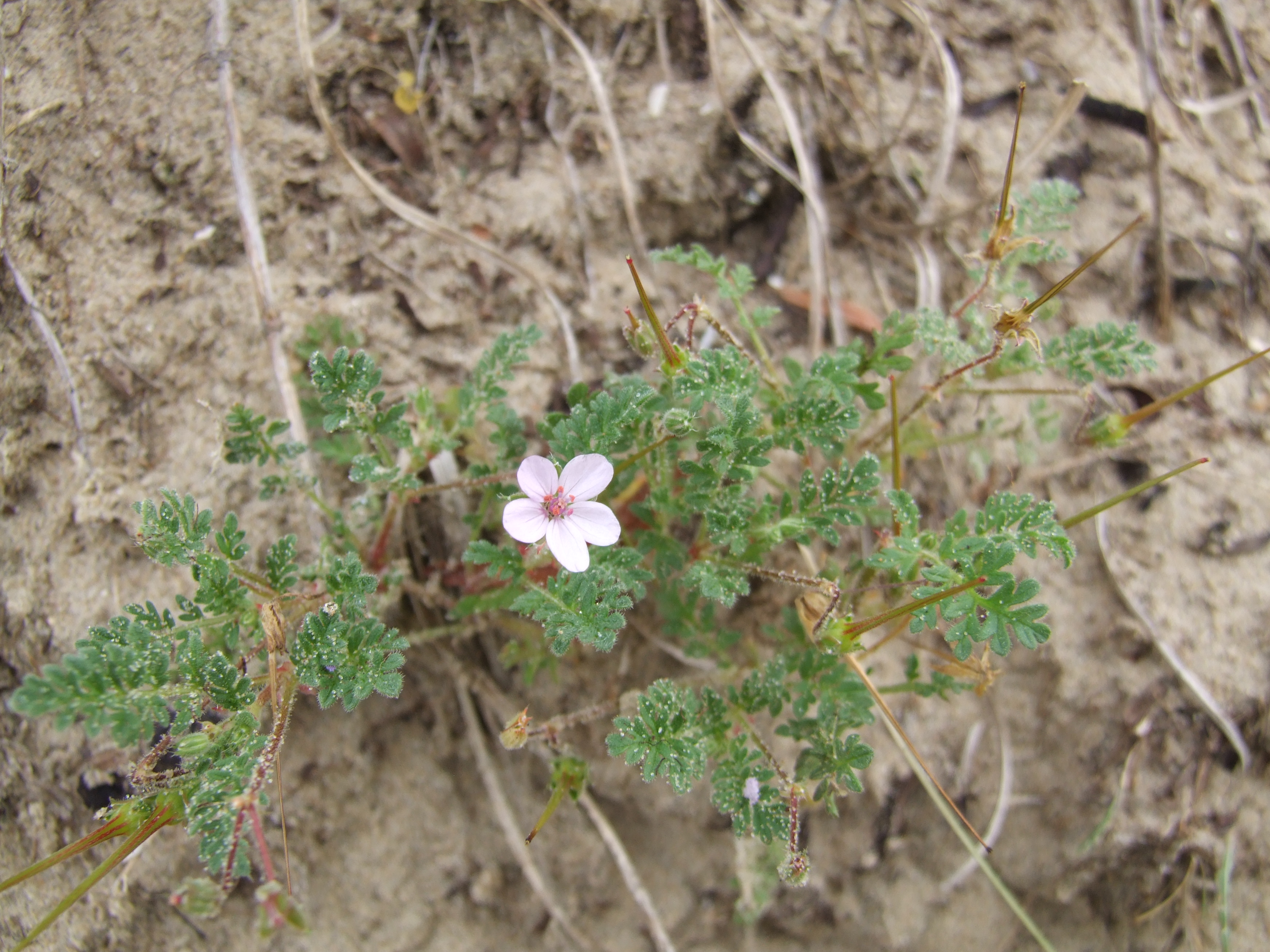
Erodium lebelii

## Morfologia

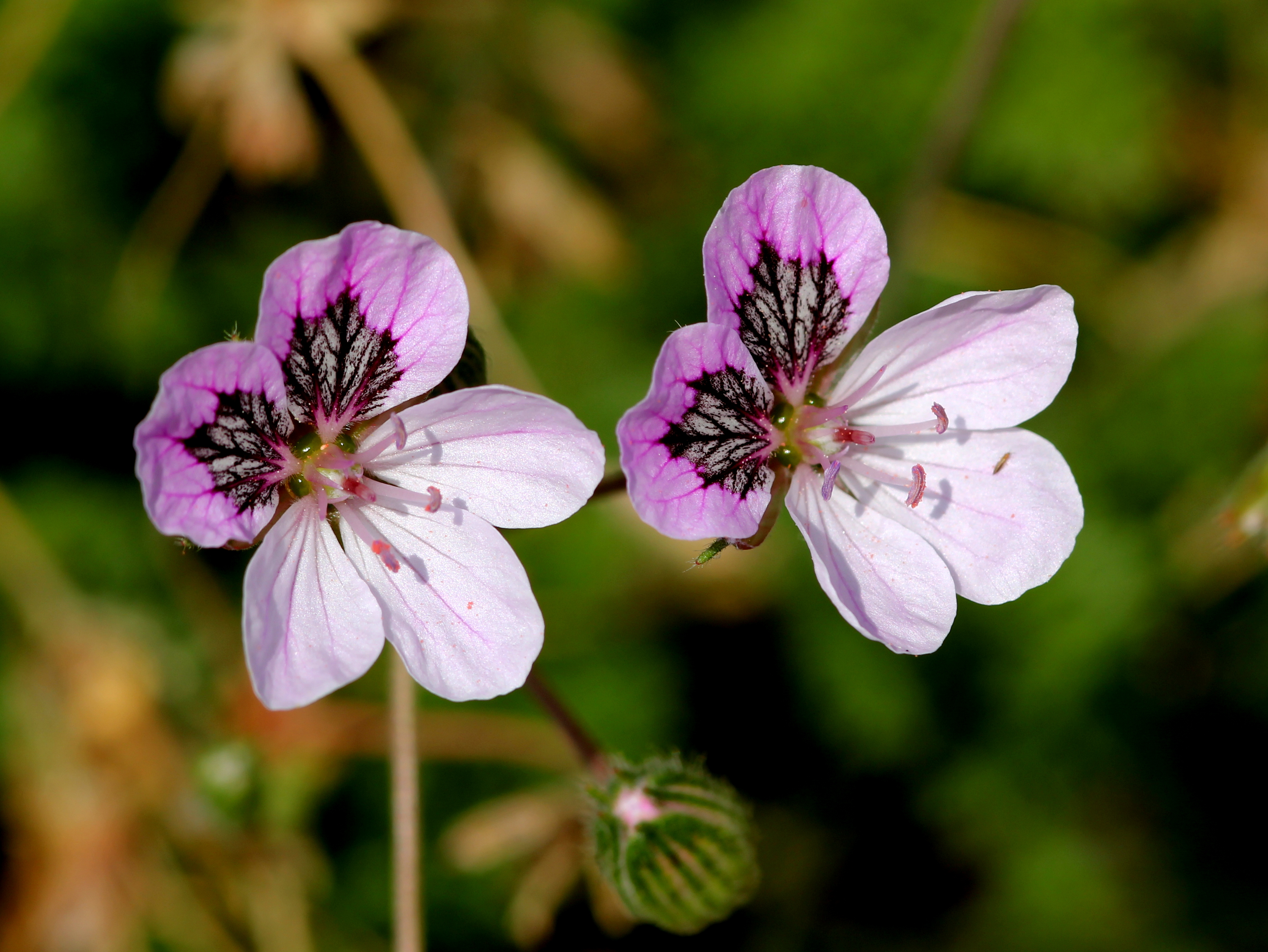
Erodium glandulosum

PokrójRośliny jednoroczne i byliny osiągające do 50 cm wysokości.
LiścieSkrętoległe, pierzasto złożone, z podzieloną blaszką o ogólnym zarysie jajowatym, na brzegach klapy piłkowane. Liście zwykle aromatyczne.
KwiatyPięciokrotne i nieco grzbieciste – górne płatki zwykle wyróżniają się obecnością barwnego rysunku wskazującego owadom drogę do miodników. Działek kielicha i płatków korony jest 5, wolnych. Pręcików jest 5 płodnych i 5 płonnych. Zalążnia górna powstaje z 5 owocolistków i zwieńczona jest 5-łatkowym znamieniem.
OwoceRozłupnia pięcionasienna. Każda z rozłupek z ością skręconą w dole śrubowato, prostującą się lub silniej skręcającą w zależności od wilgotności, dzięki czemu wciska nasiono w glebę.

## Systematyka
Pozycja systematyczna według Angiosperm Phylogeny Website (aktualizowany system APG III z 2009)
Rodzaj z rodziny bodziszkowatych z rzędu bodziszkowców, należących do kladu różowych w obrębie okrytonasiennych. W obrębie rodziny klasyfikowany do podrodziny Geranioideae Arnott.
Pozycja według systemu Reveala (1993–1999)
Gromada okrytonasienne (Magnoliophyta Cronquist), podgromada Magnoliophytina Frohne & U. Jensen ex Reveal, klasa Rosopsida Batsch, podklasa różowe (Rosidae Takht.), nadrząd Geranianae Thorne ex Reveal, rząd bodziszkowce (Geraniales Dumort.), podrząd  Geraniineae Bessey in C.K. Adams, rodzina bodziszkowate (Geraniaceae Juss.), rodzaj iglica (Erodium L'Hér.).
Wykaz gatunków
- Erodium absinthoides Willd.
- Erodium acaule (L.) Bech. & Thell.
- Erodium adenophorum Blatt.
- Erodium aethiopicum (Lam.) Brumh. & Thell.
- Erodium aguilellae López Udias, Fabregat & G.Mateo
- Erodium alnifolium Guss.
- Erodium alpinum (Burm.f.) L'Hér.
- Erodium amanum Boiss. & Kotschy
- Erodium × anaristatum Andreas
- Erodium angustilobum Carolin
- Erodium anthemidifolium M.Bieb.
- Erodium arborescens (Desf.) Willd.
- Erodium asplenioides (Desf.) Willd.
- Erodium astragaloides Boiss. & Reut.
- Erodium atlanticum Coss.
- Erodium aureum Carolin
- Erodium aytacii Yild. & Dogru-Koca
- Erodium beketowii Schmalh.
- Erodium birandianum Ilarslan & Yurdak.
- Erodium boissieri Coss.
- Erodium × bolosii Romo
- Erodium botrys (Cav.) Bertol. – iglica groniasta
- Erodium brachycarpum (Godr.) Thell.
- Erodium carvifolium Boiss. & Reut. – iglica kminkolistna
- Erodium castellanum (Pau) Guitt. – iglica murowa
- Erodium cazorlanum Heywood
- Erodium cedrorum Schott
- Erodium celtibericum Pau
- Erodium cheilanthifolium Boiss.
- Erodium chevallieri Guitt.
- Erodium chilense I.M.Johnst.
- Erodium chium (L.) Willd.
- Erodium chrysanthum L'Hér.
- Erodium ciconium (L.) L'Hér.
- Erodium cicutarium (L.) L'Hér. – iglica pospolita
- Erodium corsicum Léman ex DC.
- Erodium crassifolium L'Hér.
- Erodium crenatum Pomel
- Erodium crinitum Carolin
- Erodium crispum Lapeyr.
- Erodium cyconioides Tzvelev
- Erodium cygnorum Nees
- Erodium cyrenaicum (Pamp.) Guitt.
- Erodium daucoides Boiss.
- Erodium dimorphum Wendelbo
- Erodium × fallax Jord.
- Erodium flexuosum P.H.Davis & J.Roberts
- Erodium foetidum (L.) L'Hér. – iglica cuchnąca
- Erodium fumarioides Steven
- Erodium gaillardotii Boiss.
- Erodium garamantum (Maire) Guitt.
- Erodium gaussenianum P.Monts.
- Erodium geoides A.St.-Hil.
- Erodium glandulosum (Cav.) Willd. – iglica gruczołkowata
- Erodium glaucophyllum (L.) L'Hér.
- Erodium gruinum (L.) L'Hér.
- Erodium guinochetianum Guitt.
- Erodium guttatum (Desf.) Willd.
- Erodium hakkiaricum P.H.Davis
- Erodium hartvigianum Strid & Kit Tan
- Erodium hendrikii Alpinar
- Erodium hesperium (Maire) H.Lindb.
- Erodium heteradenum (Pau & Font Quer) Guitt.
- Erodium heterosepalum Blatt.
- Erodium hoefftianum C.A.Mey.
- Erodium iranicum El-Oqlah
- Erodium jahandiezianum Emb., Maire & Weiller
- Erodium janszii Alarcón & al.
- Erodium keithii Guitt. & Le Houér.
- Erodium laciniatum (Cav.) Willd. – iglica strzępolistna
- Erodium lebelii Jord.
- Erodium leucanthum Boiss.
- Erodium maculatum Salzm. ex C.Presl
- Erodium malacoides (L.) L'Hér. – iglica ślimakowata
- Erodium manescavi Coss. – iglica pirenejska, iglica ogrodowa
- Erodium maritimum L'Hér.
- Erodium masguindalii Pau
- Erodium medeense Batt.
- Erodium meynieri Maire
- Erodium micropetalum Boiss. & Hausskn.
- Erodium microphyllum Pomel
- Erodium moschatum (L.) L'Hér. – iglica piżmowa
- Erodium mouretii Pit.
- Erodium munbyanum Boiss. ex Munby
- Erodium nanum Blatt.
- Erodium nervulosum L'Hér.
- Erodium neuradifolium Delile ex Godr.
- Erodium oreophilum Quézel
- Erodium oxyrhinchum M.Bieb.
- Erodium paui Sennen
- Erodium pelargoniflorum Boiss. & Heldr.
- Erodium praecox (Cav.) Willd.
- Erodium pulverulentum (Cav.) Willd.
- Erodium recoderi Auriault & Guitt.
- Erodium reichardii (Murray) DC. – iglica Reicharda
- Erodium rodiei (Braun-Blanq.) Poirion
- Erodium rupestre (Cav.) Guitt.
- Erodium rupicola Boiss.
- Erodium ruthenicum M.Bieb.
- Erodium salzmannii Delile
- Erodium sanguis-christi Sennen
- Erodium saxatile Pau
- Erodium schemachense Grossh.
- Erodium sebaceum Delile
- Erodium sibthorpianum Boiss.
- Erodium somanum Pesmen
- Erodium sosnowskianum Fed.
- Erodium stellatum Delile
- Erodium stephanianum Willd. – iglica Stephana
- Erodium stevenii M.Bieb.
- Erodium subintegrifolium Eig
- Erodium sublyratum Samp.
- Erodium tataricum Willd.
- Erodium telavivense Eig
- Erodium texanum A.Gray
- Erodium tibetanum Edgew. & Hook.f.
- Erodium tordylioides (Desf.) L'Hér.
- Erodium touchyanum Delile ex Godr.
- Erodium toussidanum Guitt.
- Erodium trichomanefolium L'Hér.
- Erodium trifolium (Cav.) Cav.
- Erodium vetteri Barbey & Fors.-Major
- Erodium × viscosum Salzm. ex Delile

## Zastosowanie
Uprawiane są jako rośliny ozdobne niektóre gatunki z basenu Morza Śródziemnego, głównie niskie, tworzące gęste kępy. Walorem ozdobnym są oryginalne owoce i efektowne kwiaty. Do gatunków sadzonych jako ozdobne należą: 

- Erodium botrys (Cav.) Bertol. – iglica groniasta
- Erodium carvifolium Boiss. & Reut. – iglica kminkolistna
- Erodium castellanum (Pau) Guitt. – iglica murowa
- Erodium foetidum (L.) L'Hér. – iglica cuchnąca
- Erodium glandulosum (Cav.) Willd. – iglica gruczołkowata
- Erodium laciniatum (Cav.) Willd. – iglica strzępolistna
- Erodium malacoides (L.) L'Hér. – iglica ślimakowata
- Erodium manescavi Coss. – iglica pirenejska, iglica ogrodowa
- Erodium moschatum (L.) L'Hér. – iglica piżmowa
- Erodium reichardii (Murray) DC. – iglica Reicharda
- Erodium stephanianum Willd. – iglica Stephana
- Erodium × variabile A.C.Leslie – iglica zmienna